# Show of Force

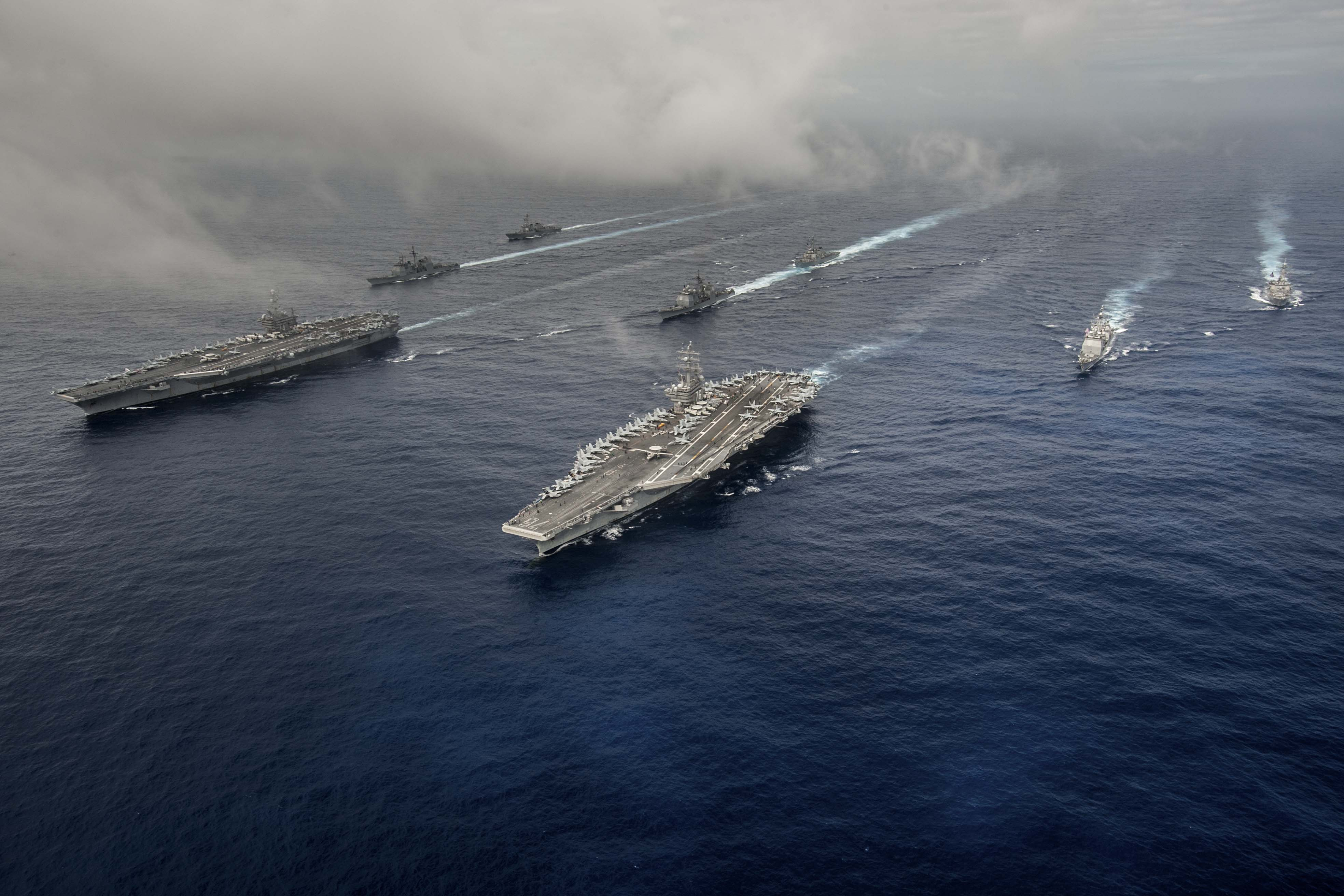
Flugzeugträgerkampfgruppe mit John C. Stennis und Ronald Reagan im Indopazifik

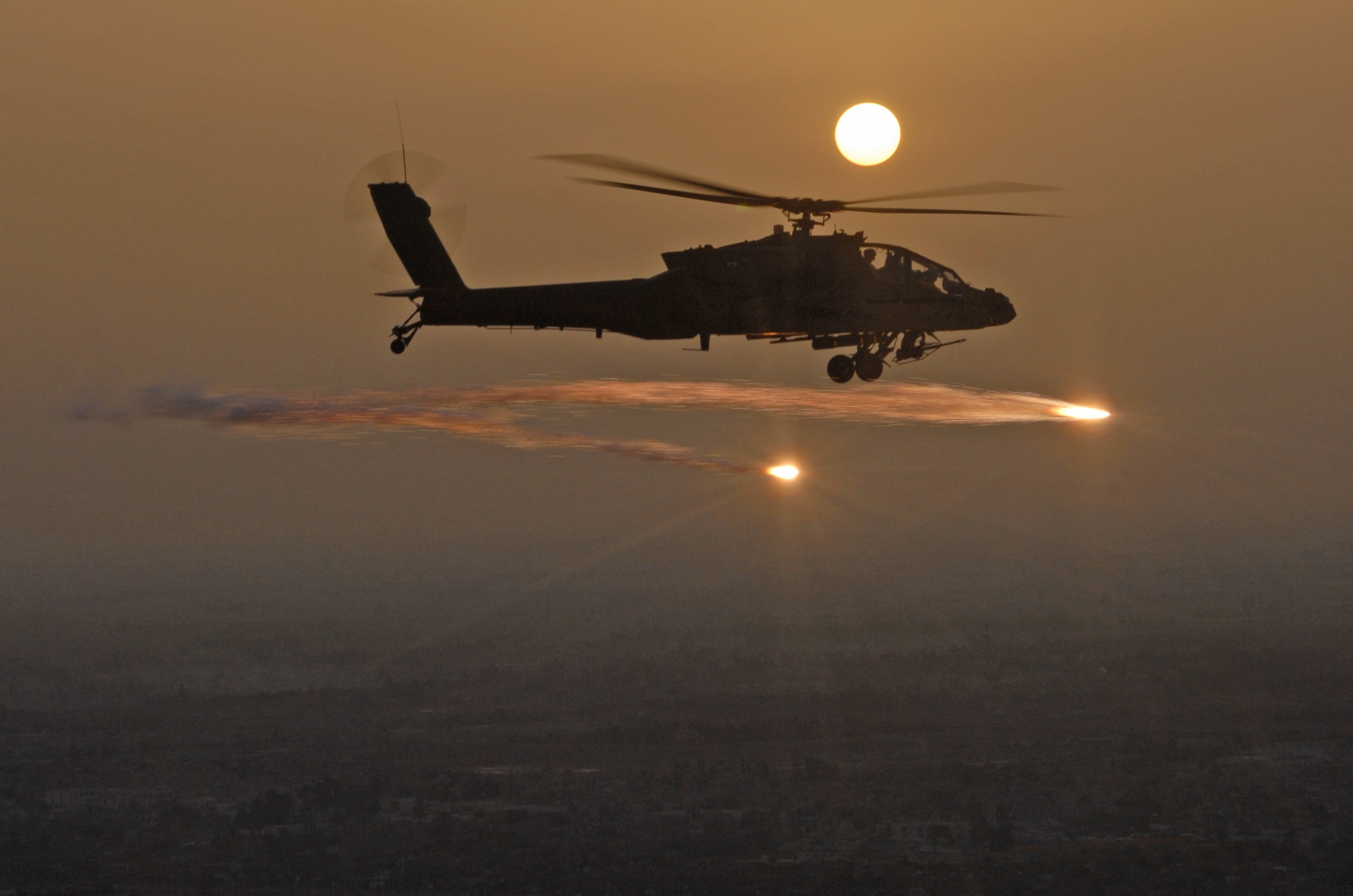
Häufig werden Kampfflugzeuge oder Kampfhubschrauber zur Machtdemonstration eingesetzt. Zum Beispiel fliegen sie dann niedrig über aufständisches Gebiet und/oder werfen Täuschkörper ab.

Mit dem Begriff Show of Force (engl. für „Demonstration der Stärke“ oder „Machtdemonstration“) ist die Demonstration der eigenen militärischen Stärken oder Offensivkräfte gemeint. Beispiele dafür sind eine große Anzahl von Soldaten wie auch ein Panzer an einem Kontrollposten (Checkpoint), das Überfliegen vermeintlich feindlicher Kräfte mit Kampfbombern ohne Bombenabwurf oder eine Taskforce-Einheit mit einem Flugzeugträger in einer strategisch wichtigen Position bei einem Manöver.
Andere Beispiele sind demonstrative Aktionen ohne direkten strategischen Nutzen, wie z. B. der Doolittle Raid als erste Bombardierung des japanischen Festlandes nach dem Angriff auf Pearl Harbor.
Die Absicht ist, einem potenziellen Feind und/oder der zivilen Bevölkerung die Stärken vor Augen zu führen und ihn damit abzuschrecken. Diese Methode wird häufig in Friedenszeiten an militärischen Kontrollposten angewandt. So können Sabotage- oder Terrorangriffe auf wichtige Ziele vielleicht verhindert werden, da durch das Zeigen der Waffen oder Anzahl Soldaten der Angreifer von einem verlustreichen Angriff abgehalten wird.
Das Zeigen der Stärken nützt gegen Selbstmord-Angriffe nicht viel. Einzig die Opferzahl kann dadurch kleiner ausfallen.
Ein Beispiel für eine Machtdemonstration der USA und Südkoreas gegenüber Nordkorea war die Operation Paul Bunyan. 